# La Médaille militaire
La Médaille militaire est le magazine trimestriel en langue française des sociétés de médaillés militaires. Elle est affiliée à la nationale André Maginot Fédération des anciens combattants.
Il est le lien d'information entre les différentes sections de médaillés militaires et présente les comptes rendus des associations, ainsi que les dernières informations en ce qui concerne la chancellerie, nécessaires aux adhérents.